# Campeonato de Australasia 1912

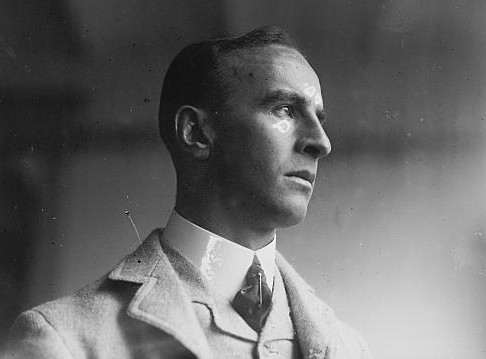
James C. Parke (1881-1947), tenista del Reino Unido

Lista de los campeones del Abierto de Australia de 1912:

## Individual masculino
James Cecil Parke (Irlanda) d. Alfred Beamish (GBR),  3–6, 6–3, 1–6, 6–1, 7–5

## Dobles masculino
Charles Dixon (GBR)/James Cecil Parke (Irlanda)
| Predecesor: 1911                                       | Abierto de Australia 1912 | Sucesor: 1913                         |
| Predecesor: Campeonato nacional de Estados Unidos 1911 | Grand Slam 1912           | Sucesor: Campeonato de Wimbledon 1912 |

- Datos: Q2611606